# Liste der Biografien/Perw
Liste der Biografien |
Portal Biografien |
Personensuche
# |
A |
B |
C |
D |
E |
F |
G |
H |
I |
J |
K |
L |
M |
N |
O |
P |
Q |
R |
S |
T |
U |
V |
W |
X |
Y |
Z |
?
 
Pa |
Pc |
Pe |
Pf |
Ph |
Pi |
Pj |
Pk |
Pl |
Pm |
Pn |
Po |
Pr |
Ps |
Pt |
Pu |
Pv |
Pw |
Py
 
Pea |
Peb |
Pec |
Ped |
Pee |
Pef |
Peg |
Peh |
Pei |
Pej |
Pek |
Pel |
Pem |
Pen |
Peo |
Pep |
Peq |
Per |
Pes |
Pet |
Peu |
Pev |
Pew |
Pex |
Pey |
Pez
 
Pera |
Perb |
Perc |
Perd |
Pere |
Perf |
Perg |
Perh |
Peri |
Perj |
Perk |
Perl |
Perm |
Pern |
Pero |
Perp |
Perq |
Perr |
Pers |
Pert |
Peru |
Perv |
Perw |
Pery |
Perz
Die Liste der Biografien führt alle Personen auf, die in der deutschsprachigen Wikipedia einen Artikel haben. Dieses ist eine Teilliste mit 23 Einträgen von Personen, deren Namen mit den Buchstaben „Perw“ beginnt.

## Perw

### Perwa
- Perwak, Xenija Jurjewna (* 1991), russische Tennisspielerin
- Perwakow, Oleg Wiktorowitsch (* 1960), russischer Autor von Schachkompositionen
- Perwanger, Augustin († 1528), Hofmarkherr, Märtyrer der Täuferbewegung
- Perwanger, Christoph, Tiroler Bildhauer in Ostpreußen
- Perwanger, Markus (* 1955), italienischer Journalist und ehemaliger Politiker (SVP)
- Perwanger, Peter Paul († 1754), österreichischer Barockmaler
- Perwas, Klaus (* 1971), deutscher Basketballspieler

### Perwe
- Perwe, Erik (1905–1944), schwedischer Pfarrer und Gegner des Nationalsozialismus
- Perwein, Anton (1911–1981), österreichischer Feldhandballspieler
- Perwein, Josef (1850–1924), österreichischer Politiker (CSP), Abgeordneter zum Nationalrat
- Perwer, Şivan (* 1955), kurdischer SängerŞivan Perwer (* 1955)

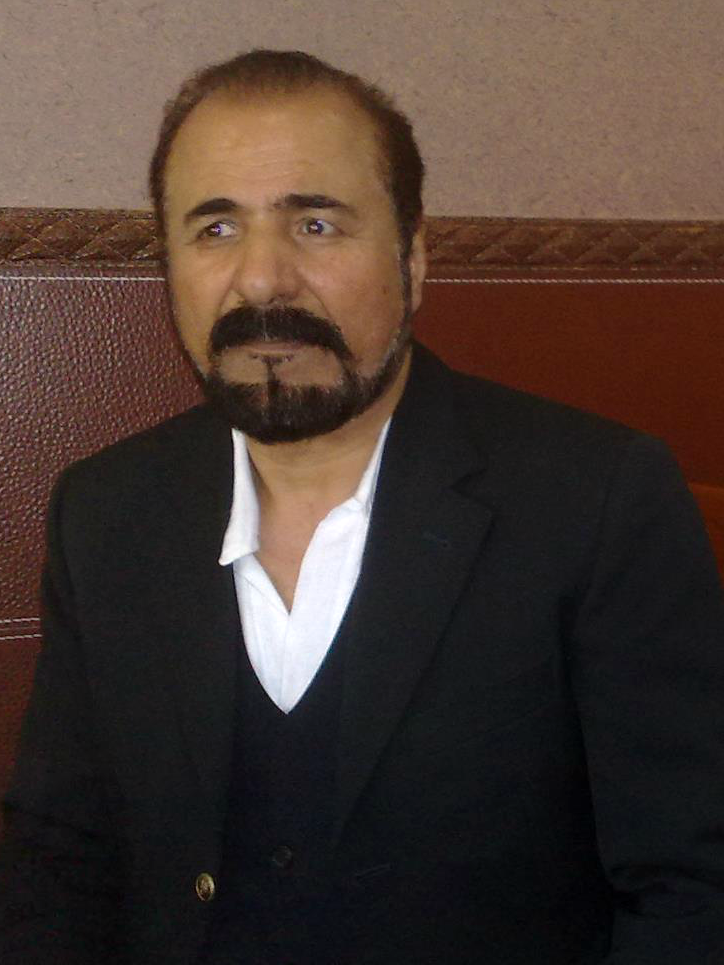
Şivan Perwer (* 1955)

### Perwi
- Perwi, Alexander Iwanowitsch (1960–1985), sowjetischer Gewichtheber
- Perwitzschky, Reinhard (1896–1971), deutscher HNO-Arzt und Hochschullehrer

### Perwo
- Perwög, Benedikt (1795–1860), österreichischer Baumeister
- Perwomajskyj, Leonid (1908–1973), ukrainischer Dichter, Schriftsteller, Dramatiker, Literaturkritiker und Übersetzer

### Perwu
- Perwuchin, Ilja Alexejewitsch (* 1991), russischer Kanute
- Perwuchin, Michail Georgijewitsch (1904–1978), russischer Politiker
- Perwuchin, Wassili Alexejewitsch (* 1956), russischer Eishockeyspieler
- Perwuschin, Pawel Fjodorowitsch (1914–1990), sowjetischer Schauspieler
- Perwuschin, Pawel Wladimirowitsch (* 1947), sowjetischer Gewichtheber
- Perwuschin, Wladimir Gennadjewitsch (* 1986), russischer Eishockeyspieler
- Perwuschina, Olessja Sergejewna (* 2000), russische Tennisspielerin

### Perwy
- Perwyschin, Andrei Sergejewitsch (* 1985), russischer Eishockeyspieler